# GINA
GINA (engl. graphical identification and authentication, „grafische Identifikation und Authentifikation“) ist eine Softwarekomponente einiger älterer Microsoft-Windows-Betriebssysteme, die sichere Authentifizierungs- und interaktive Anmeldedienste zur Verfügung stellt.
GINA ist eine Dynamic Link Library von Windows 2000, Windows XP und Windows Server 2003, die zusammen mit dem Winlogon-Prozess beim Systemstart geladen wird. Sie ist dafür verantwortlich, eine Tastenkombination zur sicheren Anmeldung (üblicherweise Strg+Alt+Entf) zu verarbeiten, den Benutzernamen und das Kennwort entgegenzunehmen, zu prüfen und die ersten Prozesse für den Benutzer (z. B. die Taskleiste) zu starten.
Seit Windows Vista ersetzt Microsoft die GINA durch eine neue Komponente, genannt Credential Provider.

## Überblick
Microsoft stellt als Teil des Betriebssystems eine Standard-GINA-Bibliothek (MSGINA.DLL) zur Verfügung, welche folgende Funktionen bietet:
- Authentifizierung des Benutzernamens und Passworts mit einem Domain Controller
- Anzeige eines Rechtshinweises, bevor der Anmeldedialog dargestellt wird
- Automatische Anmeldung mit gespeichertem Benutzernamen und Passwort, sodass kein Anmeldedialog erscheint. Die automatische Anmeldung kann so konfiguriert werden, dass sie nur eine bestimmte Zahl von Anmeldungen durchführt, bevor wieder eine Passwortabfrage erscheint.
- Der Dialog „Windows-Sicherheit“, mit dem ein angemeldeter Benutzer das Betriebssystem herunterfahren, sich abmelden, sein Passwort ändern, den Taskmanager starten und den Computer sperren kann.

Winlogon kann für die Verwendung einer anderen GINA-Bibliothek konfiguriert werden, die andere Authentifizierungsmethoden wie z. B. Smartcards oder Fingerabdruckscanner unterstützt oder eine andere Anmeldeoberfläche bereitstellt.